# ジョー・ジョーゲンセン
ジョー・ジョーゲンセン（英語: Jo Jorgensen, 1957年5月1日 - ）はアメリカ合衆国のリバタリアニズムの政治活動家、学者である。ジョーゲンセンは2020年アメリカ合衆国大統領選挙でのリバタリアン党の大統領候補となった。 彼女は1996年アメリカ合衆国大統領選挙でハリー・ブラウンの伴走候補者として党の副大統領候補になった事がある。1992年にはサウスカロライナ州下院第4区のリバタリアン党候補でもあり、4286票・得票率2.2パーセントを獲得した。彼女はクレムソン大学の専任上級講師である。

## 生い立ちと経歴
ジョーゲンセンは1957年5月1日イリノイ州リバティヴィルに生まれ、近郊のグレイズレイクで育った。彼女はグレイズレイク・セントラル高等学校の卒業生であり、祖父母はデンマークからの移民であった。
ジョーゲンセンは1979年にベイラー大学で心理学の学士号、および1980年に南メソジスト大学で経営学の修士号を取得した。 彼女はIBMでコンピュータシステムの仕事をしてキャリアをスタートさせたが、その後、Digitech, Inc.の共同社主兼社長になるために退職した。 2002年にはクレムソン大学で産業・組織心理学のPh.D.を取得し、  2006年からクレムソン大学で専任として教えている。

## 選挙史

### 1992年のアメリカ下院議員選挙
ジョーゲンセンが初めて立候補した選挙は1992年の下院議員選挙である。彼女はリバタリアン党の代表としてサウスカロライナ州北西部のSC-04から、現職の民主党候補リズ・J・パターソンと共和党候補ボブ・イングリスの対抗馬として出馬した。ジョーゲンセンは総得票数の2.2%を獲得して3位に入った。

### 1996年のアメリカ大統領選挙
1996年アメリカ合衆国大統領選挙を控えたリバタリアン党はハリー・ブラウンの伴走候補としてジョーゲンセンを副大統領候補に指名した。最初の投票で92%の得票率によって指名された。彼女は10月22日にC-SPANで全国放送された副大統領候補討論会に、納税者党のハーバート・タイタス、自然法党のマイク・トンプキンスとともに参加した。
ブラウンとジョーゲンセンは全米50州とワシントンD.C.から485,759票を獲得し、得票率0.5％で5位に入った。これはリバタリアン党にとって1980年アメリカ合衆国大統領選挙以来最高の結果であった。

### 2020年のアメリカ大統領選挙
2019年8月13日、ジョーゲンセンは2020年大統領選挙でリバタリアン党の予備選挙に出馬する事を連邦選挙委員会（FCE）に申請した。彼女は2019年11月2日のサウスカロライナ州のリバタリアン党大会で正式にキャンペーンを開始した後、同日サウスカロライナ州リバタリアン党大統領予備選挙討論会に参加した。
ジョーゲンセンは拘束力のないリバタリアン党予備選挙の累積人気投票で2位となり、12の予備選挙のうち2つに勝利した。
2020年5月23日、ジョーゲンセンはリバタリアン党初の女性大統領候補に指名され、2020年アメリカ大統領選挙において全米の選挙人からの投票アクセス権を持つ唯一の女性大統領候補となった。副大統領候補には政界の主流でほとんど無名だったスパイク・コーエンが指名された。 同日、ジョーゲンセンの支持者達は2016年アメリカ合衆国大統領選挙におけるヒラリー・クリントンの非公式なキャンペーンスローガンである「I'm With Her」を流用した。このスローガンはその夜Twitterでトレンドとなり全国的なヘッドラインを飾った。彼女は世論調査で最低限の支持を得ている。
ジョーゲンセンはルース・ベイダー・ギンズバーグ判事が没する事によって生じた連邦最高裁判事の空席を受け、2020年9月に最高裁の候補者リストを発表した。
ジョーゲンセンは大統領選挙で180万票以上を獲得、総投票数の内、約1.2％の得票結果となった
選挙後、ジョーゲンセンは対立候補である共和党のドナルド・トランプ候補および民主党のジョー・バイデン候補の支持者から忌まわしさに満ちたメッセージを受けた。彼らは彼女の存在によって票割れが起こり、彼らの支持する候補者が負ける原因となったと非難した。複数の報道機関はジョーゲンセンの存在が共和党のドナルド・トランプに対する民主党のジョー・バイデンの勝利を決定付ける十分で重要な票割れをもたらしたと推測し、複数の激戦州でジョーゲンセンの得票数がトランプに勝利したバイデンの公差より多い事を指摘した
。

## 政治姿勢

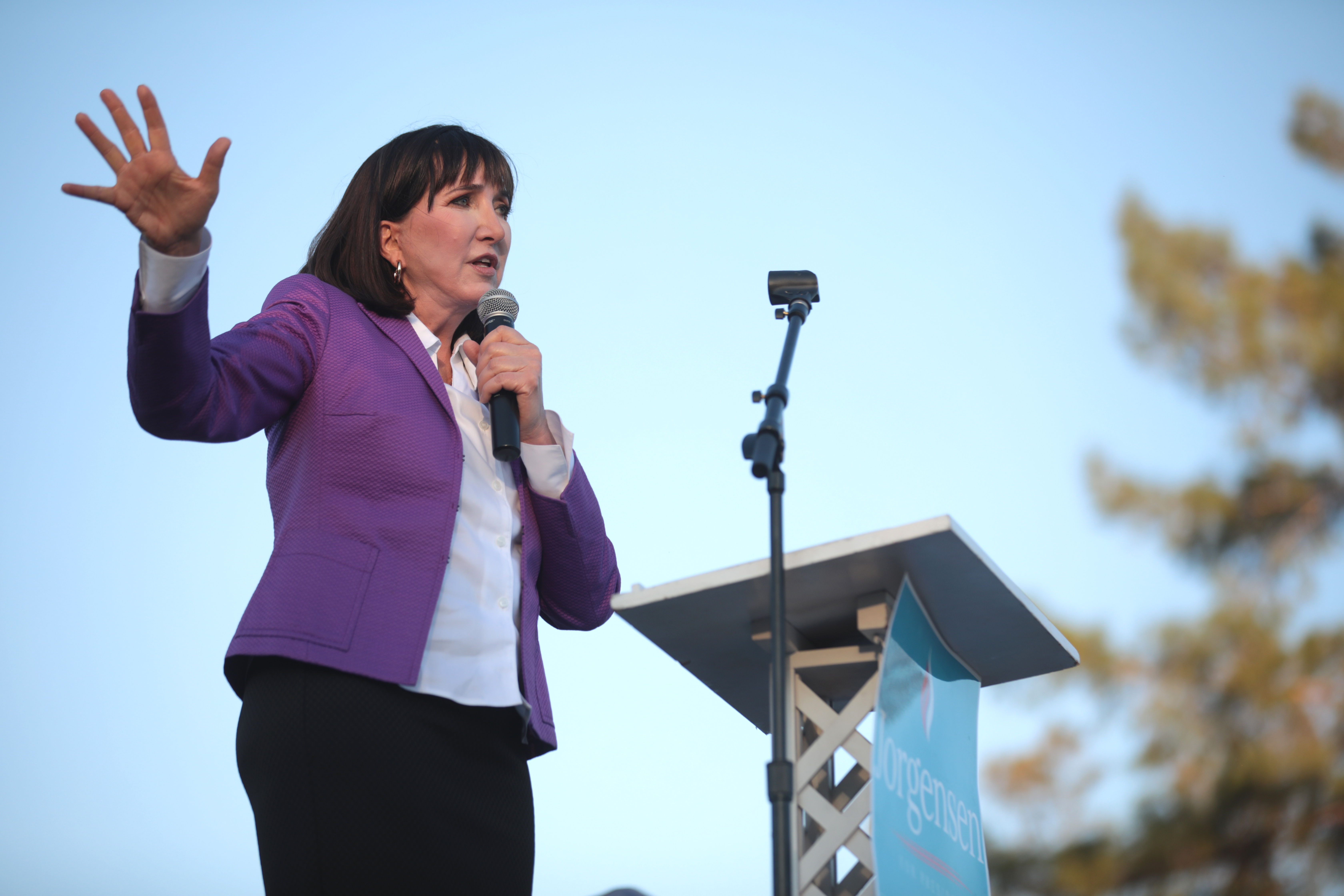
アリゾナ州スコッツデールで演説するジョーゲンセン、2020年10月10日

### 医療と社会保障
ジョーゲンセンは個人向け支出口座から資金を得る自由市場医療を支持しており、消費者の低支出のサービスに対する需要を満たす事によって節約を維持する事が可能になり、医療機関の競争への意欲が高まると考えている。彼女は単一支払者による保険制度に反対し、「悲惨」な物としている。
ジョーゲンセンは社会保障を個人の退職金口座に置き換える事を支持している。 2020年リバタリアン党大統領予備選の最後の討論会でジェイコブ・ホーンバーガー候補は、ジョーゲンセンが「社会保障とメディケアを通じて福祉国家論を支持している」と非難した。これに対して彼女は社会保障を「ネズミ講」と呼び、大統領就任日に社会保障からの脱退を認めると述べた。
一方で彼女は大統領が議会の承認なしで一方的にプログラムを終了させる事は不可能であり、政府が既存の社会保障の義務を果たす必要性を強調した。 ジョーゲンセンの計画では退職者の給与税の6.2%を本人の退職金口座に入れ、既存の拠出金に比例配分された社会保障給付金を退職金の割引債として受け取る事になる。

### 刑事司法と薬物に関する政策
ジョーゲンセンは連邦政府による民事資産没収と適格免責に反対している。彼女は麻薬戦争反対論者で法的に麻薬を自由化する事を支持しており、非暴力的な麻薬犯罪者をすべて赦免する事を公約している。彼女は警察の非武装化を促している。

### 外交・防衛政策
ジョーゲンセンは禁輸、経済制裁、対外援助に反対し、内政不干渉の原則、武装中立および外国に駐留するアメリカ軍の撤退を支持している。

### 移民・経済・貿易に関する政策
ジョーゲンセンは規制緩和を求め、それによって貧困が減ると主張しており、税金を減らすため政府支出を削減する事を支持している。
ジョーゲンセンはアメリカ国民の旅行と貿易の自由を支持し、貿易障壁と関税の撤廃を求め、アメリカへの入国、就職、訪問、居住が合法的に許可される人数の制限撤廃を支持している。ジョーゲンセンはリバタリアン党の大統領予備選第一次討論会で、ドナルド・トランプ大統領による国境の壁の建設を自分はすぐに停止するだろうと述べた。 別の第一次討論会で彼女は移民による犯罪を不釣合いに報道したとしてメディアを非難し、移民が経済を助け文化の融合に有益であると主張した。

### 新型コロナウイルス感染症への対応
ジョーゲンセンは新型コロナウイルス感染症の流行に対するアメリカ政府の対応を過剰に官僚的で権威主義であるとして、外出禁止令などの個人の行動の制限や企業の救済措置を「我々の生涯で最大の自由に対する攻撃」と評している。
ジョーゲンセンは政府のマスク義務化に反対し、マスク着用は個人の選択の問題であると考えている。彼女は政府の介入がなければマスク着用が広く普及するだろうと主張している。なぜなら、競争原理によって企業がマスク着用を義務化するか、選択制にするかいずれかを採用し、消費者が自分の好む環境を自由に選択できる様になるからである。 ジョーゲンセンは政府の命令なしに消費者の選択が企業の方針を形作るであろう事を主張するために、ドル投票の類推を引き合いに出した。

## 私生活
ジョーゲンセンは既婚者であり、2人の成人した娘と1人の孫がいる。彼女は2020年9月3日に母親を亡くした事を受け、大統領選の選挙運動を一時的に中断した。